# Webtoon (piattaforma)
Webtoon (웹툰?, WebtunLR; stilizzato in WEBTOON) è una piattaforma webtoon sudcoreana-americana lanciata nel 2004 dalla Naver Corporation, che fornisce hosting per webtoon e diversi fumetti digitali. La piattaforma, controllata da Naver e dalla joint venture Naver-SoftBank Group LY Corporation attraverso la holding Webtoon Entertainment Inc., risiedente nel Delaware e con sede a Los Angeles, California, è gratuita e disponibile sia sul web all'indirizzo Webtoons.com che su dispositivi mobile disponibili per Android e iOS.
La piattaforma è stata lanciata in Corea del Sud inizialmente come Naver Webtoon e poi a livello globale come Line Webtoon nel luglio 2014, poiché il marchio Naver non è molto conosciuto al di fuori della Corea del Sud e alcuni dei suoi servizi non sono disponibili al di fuori del Paese. Il servizio ha riscosso un notevole successo tra la fine degli anni 2000 e l'inizio degli anni 2010. Nel 2016 il servizio webtoon di Naver è entrato nel mercato giapponese come XOY e in quello cinese come Dongman Manhua. Il 18 dicembre 2018 Naver ha chiuso XOY e trasferito tutti i suoi webtoon tradotti e originali su Line Manga, il suo servizio di manga offerti con licenza. Nel 2019 Line Webtoon è stato modificato in Webtoon in inglese e sono state lanciate le versioni in spagnolo e francese.
La piattaforma collabora con gli autori per pubblicare contenuti originali con il marchio Webtoon Originals e ospita diverse altre serie sul suo sito di autopubblicazione, Canvas. I fumetti di Line Webtoon possono essere trovati tramite la funzione "sistema giornaliero", oltre a essere letti e scaricati gratuitamente su computer e dispositivi Android e iOS. Nel novembre 2020 Webtoon ha fondato una nuova filiale chiamata Webtoon Studios allo scopo di concedere in licenza proprietà in lingua inglese. Nell'agosto 2022 è stato annunciato che Wattpad Webtoon Studios si sarebbe espanso con una nuova divisione dedicata all'animazione.

## Storia

### Fumetti digitali (1997-2005)
I webtoon sono un tipo di fumetto digitale a episodi nato in Corea del Sud, solitamente pensato per essere letto su smartphone. La pubblicazione gratuita di contenuti a fumetti, però, ha causato il rapido collasso dell'industria libraria e dei fumetti sudcoreana. Mentre all'inizio i webtoon erano per lo più sconosciuti al di fuori della Corea del Sud, la loro popolarità a livello internazionale è aumentata grazie alla facile accessibilità online e alla varietà di contenuti a fumetti gratuiti. Nel Paese, con l'affermarsi del fumetto digitale come mezzo di comunicazione popolare, la pubblicazione cartacea di fumetti è diminuita. La quantità di materiale pubblicato in formato webtoon ha ormai raggiunto la stessa quantità di quello pubblicato offline. I webtoon sono un sottomenù delle società di distribuzione che hanno avuto origine con i portali sudcoreani Daum e Naver. Quest'ultimo è stato lanciato nel 1999, ma inizialmente ha avuto una risposta smorzata come menù nascosto. I portali hanno attirato un vasto pubblico online offrendo fumetti digitali come esca, con Naver che, sfruttandone l'inaspettato successo, ha inserito webtoon in spazi pubblicitari premium per un valore di 300 milioni di won sul suo portale. Ciò ha aumentato significativamente il traffico, con i fumetti digitali divenuti la chiave del loro successo nel mercato dei portali.

### Piattaforma di fumetti (2005-2014)
Webtoon Entertainment, la piattaforma di fumetti seriali, è stata fondata in Corea del Sud nel 2005 dal CEO Junkoo Kim. Dal suo lancio nel 2013, WEBTOON è diventata l'app mobile più popolare, rivolta a giovani adulti e adolescenti che amano leggere fumetti e webcomic; prodotti simili si possono trovare su altre piattaforme come Tapas, Pocket Comic ecc. Questa piattaforma ha avuto particolare successo perché creatori e fumettisti, assicurandosi di rispettare le linee guida, la usano per pubblicare le storie che desiderano esprimere ed è semplice da configurare.
Nel 2004 la quota di mercato arrivò all'80%. Kim Jun-gu, che ha introdotto il genere "Bizarre Comics", ha svolto un ruolo cruciale nella rapida crescita di Naver che, nel 2008, ha introdotto la pubblicità sui webtoon, ma non ha condiviso equamente i ricavi pubblicitari con gli artisti.
Nel 2012 Naver non ha partecipato alla repressione legale dei siti illegali che ne piratavano i contenuti da otto anni. La prima azione legale è stata intrapresa contro un sito di pirateria basata su frame-link. Nel 2013 Lezhin Comics ha introdotto una nuova forma di pagamento chiamata "Time Delay". Naver ha adottato questo modello di pagamento e, data la natura gratuita del suo sito, ha dovuto offrire royalties basse agli artisti. Tuttavia, l'afflusso di lettori ha generato entrate significative tramite parole chiave di ricerca, superiori ai ricavi derivanti dalla vendita di fumetti, nonostante il costo di circa 26.000-4.000 won per parola chiave; inoltre, erano presenti numerose inserzioni pubblicitarie. Naver ha acquisito i diritti di pubblicazione elettronica degli artisti coreani per una piccola quota, il che ha permesso loro di monopolizzare a lungo le opere anche se non si trattava di libri. Le piattaforme mobili sono state utilizzate per la promozione del marchio e alla fine sono stati ottenuti i diritti di pubblicazione internazionale. Molti aspiranti autori inviavano fumetti gratuiti e l'afflusso di contenuti era garantito a condizione che non facessero parte dello 0,1% che riceveva una serializzazione formale.
A causa di questa discriminazione, i creatori freelance non potevano unirsi. Alcuni trassero profitto da questo sistema, che migliorò l'immagine dell'azienda grazie ad alcuni artisti di punta. Il metodo dello "scorrimento verticale" fu utilizzato per inserire più contenuti, richiedendo oltre 100 tagli, il che mise a dura prova la salute degli artisti a causa dell'eccessivo carico di lavoro. Il miglior artista di Kakao Webtoons, ad esempio, morì all'età di 37 anni a causa del superlavoro. La BBC riportò notizie di artisti che soffrivano di lavori pesanti e sfruttamento. I "gate site", inizialmente creati per supportare i fumetti, divennero altamente redditizi.
Nel 2013 Webtoon lanciò il programma Page Profit Share (PPS) che, per la prima volta, offriva agli artisti una quota degli introiti pubblicitari.

### Lancio globale (2014-presente)
Il 2 luglio 2014 il sito web e l'app mobile di Line Webtoon sono stati lanciati in tutto il mondo, consentendo agli artisti internazionali di caricare le proprie opere sul servizio. Centinaia di webtoon sono disponibili nella sezione di autopubblicazione di Webtoon nota come Canvas, dove gli artisti possono essere pagati in base alle visualizzazioni di pagina. JunKoo Kim, Direttore e Responsabile della Line Webtoon Division al momento del lancio, ha dichiarato che una partnership con autori americani affermati ed emergenti avrebbe contribuito ad "ampliare la selezione di titoli [di Line Webtoon] e ad aiutare [gli autori] ad ampliare la loro fanbase." Naver Corporation ha selezionato 42 webtoon (tra cui Noblesse, Tower of God e The God of High School) e un nuovo webtoon di un artista americano, da rendere disponibili sul servizio in inglese al momento del lancio. Secondo 148 App, il servizio offriva "molti contenuti" al momento del lancio, con sette-dieci webtoon aggiornati ogni giorno e che spaziavano su vari generi.
Il modello di business dell'azienda si è ampliato fino a includere la vendita di contenuti a pagamento, i ricavi pubblicitari e i ricavi derivanti dalla proprietà intellettuale. Al momento del lancio nel 2013 i programmi di Webtoon generavano 23,2 miliardi di won ed entro il 2022 raggiungeranno i 2,25 trilioni di won, con un incremento di oltre 87 volte.
Nel 2016 Webtoon Entertainment Inc. è stata costituita ai sensi della Delaware General Corporation Law. Nel maggio 2020 è stato annunciato il trasferimento di Webtoon a Naver Webtoon Corp. Dopo l'acquisto di Wattpad all'inizio del 2021 da parte di Naver Corporation, le due società hanno iniziato a collaborare nell'ambito della divisione contenuti di Naver. Nel giugno 2024, a seguito di riorganizzazioni, Webtoon Entertainment Inc. è stata quotata in borsa.

## Collaborazioni

### 2013-2019
Nell'aprile 2013 Naver Webtoon creò il programma Page Profit Share. Nel 2015 Line Webtoon ha stretto una partnership con il veterano del fumetto americano Stan Lee, il co-fondatore di Image Comics Marc Silvestri e la truccatrice Michelle Phan per promuovere il proprio servizio. Silvestri ha portato sulla piattaforma la sua longeva serie a fumetti, Cyberforce. Nel corso del tempo anche altri affermati fumettisti americani hanno collaborato con Line Webtoon, tra cui Dean Haspiel (New Brooklyn), Katie Cook (Nothing Special), Seth Kushner e Shamus Beyale (The Brooklynite) e Tracy J. Butler (Lackadaisy).
Nel settembre 2016 Line Webtoon ha stretto una partnership con il servizio di crowdfunding Patreon, incorporando un "pulsante Patreon" nella sezione "Scopri" del sito web: questa funzione crea un canale più semplice per la comunicazione reciproca tra lettori e artisti. Naver ha investito 3,6 milioni di dollari e 1.000 dollari ogni mese successivo per i creatori di webtoon che raggiungevano una certa soglia di attività e popolarità con una pagina Patreon. Un mese dopo ha firmato un contratto con la Creative Artists Agency per opportunità nel cinema e nella televisione negli Stati Uniti.
Line Webtoon ha inoltre stretto una partnership con DeviantArt nella seconda metà del 2016, sotto forma di "Artist Alley Tour". Le aziende hanno partecipato a quattro fiere del fumetto: Boston Comic Con, Baltimore Comic Con, Rose City Comic Con e New York Comic Con. In quest'occasione Line Webtoon e DeviantArt hanno organizzato panel di discussione, "Artist Alley Sponsorships", eventi di disegno dal vivo, aree dimostrative per influencer e creatori e concorsi in loco.
Nel 2017 Line Webtoon e Legendary Comics hanno ampliato la loro partnership con l'aggiunta di Acursian di John Barrowman e della seconda stagione di Firebrand. Nel 2018 hanno collaborato con Noble Transmission e Common per la nuova serie Caster. Nel 2019 Studio LICO, la sussidiaria di Webtoon specializzata in contenuti digitali, ha collaborato con Big Hit Entertainment per pubblicare Save Me come parte del BTS Universe (BU) di quest'ultima, incentrato sulla boy band sudcoreana BTS. Il 15 ottobre 2019 Crunchyroll e Line Webtoon hanno annunciato una partnership per la produzione di opere animate tratte dal catalogo di di quest'ultima, collaborando per occuparsi della distribuzione, delle licenze e della vendita al dettaglio delle serie prodotte.

### 2020-presente
Nell'ottobre 2020 Webtoon e Archie Comics hanno annunciato una collaborazione per la nuova serie originale Archie Comics: Big Ethel Energy, lanciata a settembre 2021.
Nel gennaio 2021, Naver, la società madre di Webtoon, ha annunciato l'acquisizione di Wattpad, la popolare piattaforma di narrativa generata dagli utenti, per offrire maggiori opportunità agli autori e completata a maggio 2021. Wattpad aveva già collaborato con Webtoon per il concorso Watty Awards del 2020. Nel giugno 2021 Wattpad e Webtoon hanno annunciato che avrebbero unito le loro divisioni di studio per creare Wattpad Webtoon Studios, una divisione dell'azienda focalizzata sullo sviluppo di proprietà intellettuale per il cinema, la televisione e l'editoria cartacea. A maggio 2023 circa 300 progetti di Webtoon e Wattpad Webtoon Studios sono in fase di sviluppo per adattamenti di contenuti di intrattenimento. Nell'agosto 2021 è stato annunciato che Webtoon avrebbe stretto una partnership con DC Entertainment per creare webcomic indipendenti che "piaceranno a tutti i fan, senza la necessità di conoscere o leggere storie precedenti." La serie è stata adattata dagli autori di Webtoon anziché da autori DC affermati. Junkoo Kim l'ha affermato in questo modo: "DC ci ha permesso di creare contenuti con i loro personaggi e il loro mondo. Gli autori di Webtoon stanno creando contenuti basati sui personaggi DC." Nel novembre 2021 Webtoon ha annunciato una serie di webcomic in arrivo, creati in collaborazione con Hybe, la società di gestione dei BTS, e vari artisti dell'etichetta, tra cui BTS, TXT ed Enhypen. Queste serie, 7Fates: Chakho, Dark Moon: The Blood Altar e The Star Seekers, sono state lanciate rispettivamente il 15, 16 e 17 gennaio 2022.
La prima collaborazione DC annunciata è stata un titolo incentrato su Batman, Batman: Wayne Family Adventures. Ulteriori serie nell'ambito di questa partnership, Vixen: NYC, Red Hood: Outlaws e Zatanna & the Ripper, sono state annunciate nell'aprile 2022. Webtoon ha inoltre stretto una partnership con Rewriting Extinction, la campagna globale di narrazione a fumetti della durata di 12 mesi a sostegno di sette enti di beneficenza impegnati nella conservazione della biodiversità e nella crisi climatica, con fumetti di artisti del calibro di Jane Goodall. I fumetti adattati e creati da celebrità della campagna sono stati lanciati su Webtoon il 23 dicembre 2022. Marvel Entertainment ha collaborato con Webtoon nel gennaio 2022 per creare la miniserie in sette parti Eternals: The 500 Year War, lanciata in concomitanza con l'arrivo di Eternals per la visione domestica. Il videogioco PlayerUnknown's Battlegrounds si è unito alla crescente serie di partnership di Webtoon nel gennaio 2022 con la creazione di tre nuovi fumetti digitali basati sul mondo fantasy del videogioco Krafton. Nel maggio 2022 Webtoon e McDonald's USA hanno stretto una partnership per celebrare le voci asiatiche e americane del Pacifico attraverso una serie di webcomic chiamata Drawing on Heritage.
Nell'aprile 2023 Webtoon ha annunciato una partnership creativa con Ubisoft per Assassin's Creed: Forgotten Temple, un webcomic originale ambientato nell'universo di Assassin's Creed e pubblicato da Redice Studio. Webtoon ha collaborato con Discord nel maggio 2023 annunciando un server dedicato nonché una collaborazione per i contenuti della miniserie webcomic originale Wumpus Wonderventures, creata in collaborazione con Merryweather Media.
Nel marzo 2024 Dark Horse Comics ha stretto una partnership con la piattaforma per ripubblicare "l'intera serie di fumetti di Avatar: The Last Airbender online sulla piattaforma Webtoon", estendendosi nel 2025 fino a includere le "versioni digitali a scorrimento verticale di The Witcher, The Legend of Korra, Critical Role: The Mighty Nein Origins, Cyberpunk 2077 e Piante contro zombi; queste ultime quattro serie sono esclusive di Webtoon. Nel marzo 2025 ha stretto una partnership con Dropout per lanciare un adattamento a fumetti di Fantasy High, la prima campagna della webserie Dimension 20. Nell'aprile 2025 ha stretto una partnership con IDW Publishing per pubblicare i fumetti IDW riformattati per la piattaforma Webtoon, a partire da Godzilla: Unnatural Disasters, Beneath the Trees Where Nobody Sees di Patrick Horvath e They Called Us Enemy di George Takei.
Nel giugno 2025 Saturday AM di MyFutprint Entertainment ha stretto una partnership con Webtoon per ripubblicare su quest'ultima alcune delle serie più popolari dell'editore. La prima ondata includerà serie di punta come Apple Black, Clock Striker e Hammer. La serie Saturday AM verrà lanciata sulla piattaforma nella seconda metà del 2025. Grazie a questa collaborazione, Webtoon e Saturday AM "amplieranno ulteriormente la portata di queste storie potenti, con autori e personaggi di una vasta gamma di background, razze, etnie, generi e orientamenti sessuali."

## Base utenti
La base utenti di Webtoon è cresciuta rapidamente dopo il lancio del servizio a livello globale, con 10 milioni di persone che leggono sulla piattaforma ogni giorno e 35 milioni di persone al mese. In Asia diversi webtoon ricevono 5 milioni di visualizzazioni a settimana. Nel 2016 il 42% degli autori di webtoon su Line Webtoon era di sesso femminile, così come il 50% dei suoi 6 milioni di lettori attivi giornalieri. Il 75% degli utenti in Nord America ha 24 anni o meno e il 64% è di sesso femminile.
Tra il 2020 e il 2021 Webtoon ha pagato oltre 27 milioni di dollari alla sua base di oltre 120.000 autori che pubblicano in inglese. In Corea i migliori autori guadagnano in media 250.000 dollari all'anno. Il miglior autore ha guadagnato circa 9 milioni di dollari nel 2021.
A marzo 2023 Webtoon era cresciuta fino a ricevere oltre 125 miliardi di visualizzazioni all'anno. Conta 85,6 milioni di utenti attivi mensili in tutto il mondo ed è diventata la principale piattaforma di webcomic negli Stati Uniti, con 12,5 milioni di utenti attivi mensili.

## Monete
Webtoon utilizza le monete come valuta che i lettori possono acquistare nell'app e, al momento, è disponibile esclusivamente per i lettori che utilizzano le versioni Android o iOS. I lettori possono utilizzare le monete per supportare i loro creatori preferiti e accedere alle serie complete o ai contenuti Fast Pass, consentendo loro di leggere in anticipo. Il numero di monete necessarie per sbloccare un episodio varia a seconda della serie che si sta leggendo; inoltre, possono essere utilizzate per sbloccare gli episodi del Daily Pass e, per ogni serie di quest'ultimo, è possibile sbloccare un episodio gratuitamente al giorno, il quale rimane accessibile per 14 giorni. In alternativa è possibile utilizzare le monete per sbloccare questi episodi, il che consente di accedervi finché la serie è disponibile su Webtoon.

## Concorsi
Naver Corporation ha organizzato diversi concorsi di fumetti tramite il suo servizio Webtoon. Nel 2015 Line ha lanciato la "Challenge League", un concorso ricorrente in cui gli artisti amatoriali hanno la possibilità di diventare "artisti ufficiali di Line Webtoon" e di vincere decine di migliaia di dollari. Oltre 19.000 persone hanno partecipato alla prima Challenge League in lingua inglese nel febbraio 2015, vinta da Space Boy di Stephen McCranie. Si sono tenute anche delle Challenge Week locali; la prima Challenge League thailandese si è tenuta nell'aprile 2015 e ha messo in palio un premio finale di 1 milione di baht.
Nel giugno 2015 Naver Corporation ha organizzato il Science Fiction Comics Contest, un concorso globale con un premio finale di 30.000 dollari. JunKoo Kim ha definito la fantascienza, tema del concorso, "l'area più ampia e in più rapida crescita nel mondo dei fumetti e dell'intrattenimento, [e quindi] un genere naturale per il nostro secondo concorso di fumetti". Questo concorso ha visto la partecipazione di oltre 800 persone ed è stato vinto da Overdrive di Srinitybeast.
Nel novembre 2018 Webtoon ha ospitato il suo Discover Creator Contest. Il vincitore, Cape of Spirits di Kris Nguyen, ha ricevuto un totale di 80.000 dollari e un contratto esclusivo per la serie.
Il 28 febbraio 2020 è stato annunciato il "The Short Story Contest". Il concorso, che si è svolto dal 30 aprile al 30 giugno, è stato suddiviso in due categorie: "Heart" e "Brain". I vincitori del primo premio di ciascuna categoria si sono aggiudicati 15.000 dollari, un cortometraggio animato e un contratto esclusivo, ovvero The Monster Under My Bed di Marvin W. per Heart e The Ladder di Kotopopi e Kibbitzer per Brain. I vincitori del primo premio, dell'argento e del bronzo sono stati pubblicati in due antologie: la Heart Anthology, pubblicata a settembre 2020, e la Brain Anthology, pubblicata a ottobre 2020.
Tra aprile e luglio 2020 Webtoon ha organizzato una serie di concorsi interattivi intitolata Webtoon GREENLiGHT, in cui sono stati selezionati nove titoli e proposti ai lettori. I lettori hanno poi votato (apprezzando gli episodi della serie) quale serie avrebbe ricevuto il via libera come nuova serie originale. Entro una settimana, ogni serie doveva raggiungere la soglia record di 60.000 "mi piace" al terzo episodio per ottenere il via libera alla pubblicazione. Tutte e nove le serie hanno superato il test e sono state pubblicate nel 2021.
Nell'estate del 2022 Webtoon ha lanciato un nuovo concorso per i propri utenti, che prevedeva la creazione di un fumetto d'azione chiamato Call to Action, in cui il vincitore si è aggiudicato 50.000 dollari e la possibilità di diventare un Webtoon originale. Ad agosto ha annunciato un concorso Valorant organizzato in collaborazione con Riot Games, in cui i fan hanno potuto inviare illustrazioni originali raffiguranti le loro interpretazioni del personaggio Fade; dieci webcomic sono stati selezionati come vincitori.

## Media

### Altri media nei webtoon
Alcuni webtoon sulla piattaforma sono adattamenti di romanzi per ragazzi, tra cui:
- The Wrath & the Dawn di Renée Ahdieh
- Not Even Bones di Rebecca Schaeffer
- The Weight of the Sky di Hanna Alkaf
- The Fever King di Victoria Lee
- Crown of Feathers di Nicki Pau Preto
- American Road Trip di Patrick Flores-Scott
- Night Owls and Summer Skies di Rebecca Sullivan
- Float di Kate Marchant

Allo stesso modo molti webtoon sudcoreani sono adattamenti di romanzi online, tra cui:
- The Omniscient Reader's Viewpoint è scritto da un duo di autori coreani sotto lo pseudonimo di Sing Shong e disegnato da Sleepy-C di Redice Studios.
- The Remarried Empress (che è diventato anche un gioco per dispositivi mobile e un audio drama, ed è stato raccolto e pubblicato in formato tascabile dalla casa editrice Ize Press della Yen Press)[87]
- So I Married the Anti-Fan (basato sull'omonimo romanzo, da cui è stato tratto anche un film cinese e una serie televisiva coreana).
- Like Wind on a Dry Branch

Il 23 giugno 2021 è stato annunciato che il film del 2018 On Your Wedding Day sarà adattato in un webtoon e verrà serializzato sulle piattaforme webtoon Naver e Kakao.
Un webtoon basato sulla serie TV Our Beloved Summer è un prequel sui giorni di liceo dei due personaggi principali della serie TV.
Anche il drama coreano Avvocata Woo è stato adattato come webcomic su Webtoon.
Batman: Wayne Family Adventures, una serie basata sulla Bat-Family della DC Comics, ha iniziato la serializzazione nel settembre 2021.
Eternals: The 500 Year War, una serie basata sugli Eterni della Marvel Comics e prequel del film del 2021, è uscita il 20 gennaio 2022.

### Webtonn in altri media
- Space Boy è stato pubblicato in edizione tascabile da Dark Horse Books.
- Hooky è stato pubblicato in edizione tascabile da Clarion Books.
- Lore Olympus è stato pubblicato in edizione tascabile da Random House Worlds.

Yen Press, tramite la sua etichetta Ize Press, ha raccolto e pubblicato diversi altri titoli di Webtoon in edizione tascabile, tra cui:
- 7Fates: Chakho
- Dark Moon: The Blood Altar
- My Gently Raised Beast
- The Boxer
- The Remarried Empress (vedi sopra)
- The Star Seekers
- The World After the Fall

Rocketship Entertainment ha raccolto e pubblicato diversi titoli di Webtoon, tra cui:
- #Blessed
- 1000
- Adventures of God
- Assassin Roommate
- Brothers Bond
- Cupid's Arrows
- Darbi
- Girls Have a Blog
- Late Bloomer
- Let's Play
- Live Forever
- Metaphorical Her
- Outrage
- Spirits: The Soul Collector
- Stan Lee's Backchannel
- The Croaking
- Urban Animal
- undeadEd
- Wolfsbane

Webtoon, dopo l'acquisizione di Wattpad, ha annunciato nel 2021 una nuova etichetta, Webtoon Unscrolled, attraverso la quale pubblicherà edizioni cartacee dei propri titoli, tra cui:
- Boyfriends
- Cursed Princess Club
- Doom Breaker
- Everything Is Fine
- True Beauty
- Tower of God
- The God of High School
- Freaking Romance
- GremoryLand
- Noblesse
- Lumine
- SubZero, graphic novel di Oni Press
- unOrdinary, graphic novel di HarperCollins

Nel 2021 Webtoon ha annunciato che il popolare webcomic Lore Olympus sarebbe stato adattato in una serie di graphic novel cartacee, pubblicate da Del Rey Books. I volumi 1, 2 e 3 sono stati pubblicati rispettivamente il 2 novembre 2021, il 5 luglio 2022 e l'11 ottobre 2022, raggiungendo tutti e tre il primo posto nella classifica dei bestseller del New York Times. Il volume 4 è stato pubblicato il 6 giugno 2023 mentre il volume 5 uscirà il 3 ottobre 2023.
Nell'ottobre 2022 Webtoon ha lanciato Yonder, un'app di narrativa a puntate in cui i lettori possono acquistare e leggere un capitolo alla volta. Al momento del lancio Yonder offriva oltre 700 titoli, parte di una collezione accuratamente selezionata.

### Film e animazione
Diversi film, drama coreani, serie animate e videogiochi sono stati prodotti sulla base dei webtoon pubblicati sul servizio di Naver Corporation. Secondo JunKoo Kim, nel 2014 "sono stati prodotti o sono in fase di produzione un totale di 189 libri, video e giochi basati sui webtoon di Naver." Tuttavia, il primo contenuto video di Line Webtoon negli Stati Uniti è arrivato nel 2016, sotto forma di un film d'animazione basato su Noblesse.
Il 7 novembre 2016 Air Seoul ha annunciato di aver collaborato con Line Webtoon per produrre video dimostrativi sulla sicurezza pre-volo. Tra le opere presenti in questi video figurano Denma, The Sound of Heart e Noblesse.
Nel luglio 2019 Webtoon ha prodotto la sua prima serie animata promozionale basata su uno dei suoi originali esclusivi, My Giant Nerd Boyfriend. Una seconda serie di promozioni dell'opera Let's Play è stata pubblicata a settembre 2019.
Nell'ottobre 2019 Crunchyroll ha annunciato su Instagram che avrebbe collaborato con Webtoon per pubblicare serie animate basate su webtoon selezionati, nell'ambito del suo progetto "Crunchyroll Originals", rivelando nel febbraio 2020 che Noblesse, Tower of God e The God of High School sarebbero stati scelti per una successiva distribuzione.
Un numero crescente di adattamenti di Webtoon viene ora regolarmente trasmesso in streaming su Netflix, Disney+, Crunchyroll e altre piattaforme. Nell'autunno del 2022 Netflix ha registrato ottimi risultati per l'adattamento di Lookism e Disney+ ha pubblicato un adattamento di Connect dell'acclamato regista Takashi Miike. Wattpad Webtoon Studios ha diverse serie in fase di sviluppo, tra cui un adattamento di A Rasen's Gremoryland con Vertigo Entertainment e un adattamento animato di Lore Olympus di Rachel Smythe in collaborazione con The Jim Henson Company.
Diversi webcomic nati su Webtoon hanno fornito la proprietà intellettuale di origine per popolari adattamenti televisivi e cinematografici lanciati dai principali servizi di streaming e distributori. Ad esempio, le serie di successo di Netflix Non siamo più vivi, Hellbound e Sweet Home.

## Lista di webtoon adattati
| Titolo                                          | Adattamento                  | Data uscita       |
| ----------------------------------------------- | ---------------------------- | ----------------- |
| Welcome to Convenience Store (와라! 편의점)     | Serie animata                | 17 gennaio 2012   |
| The Cliff (절벽귀)                              | Film collettivo              | 5 giugno 2013     |
| Fashion King (패션왕)                           | Film                         | 6 novembre 2014   |
| Dr. Frost (닥터 프로스트)                       | Serie televisiva             | 23 novembre 2014  |
| Orange Marmalade (오렌지 마말레이드)            | Serie televisiva             | 15 maggio 2015    |
| We Broke Up (우리 헤어졌어요)                   | webserie                     | 29 giugno 2015    |
| Noblesse (노블레스)                             | Animazione                   | 4 dicembre 2015   |
| Noblesse (노블레스)                             | ONA                          | 7 febbraio 2016   |
| Noblesse (노블레스)                             | Anime                        | 7 ottobre 2020    |
| Cheese in the Trap (치즈인더트랩)               | Serie televisiva             | 4 gennaio 2016    |
| Cheese in the Trap (치즈인더트랩)               | Film                         | 14 marzo 2018     |
| Lucky Romance (운빨로맨스)                      | Serie televisiva             | 25 maggio 2016    |
| Let's Fight, Ghost (싸우자귀신아)               | Serie televisiva             | 11 luglio 2016    |
| The Sound of Heart (마음의 소리)                | webserie                     | 7 novembre 2016   |
| The Sound of Heart (마음의 소리)                | ONA                          | 20 settembre 2018 |
| The Sound of Heart (마음의 소리)                | Webserie                     | 29 ottobre 2018   |
| Tales of the Unusual (기기괴괴)                 | Speciale televisivo          | 29 aprile 2017    |
| Tales of the Unusual (기기괴괴)                 | ONA                          | 21 febbraio 2019  |
| Tales of the Unusual (기기괴괴)                 | Film animato                 | 9 settembre 2020  |
| Do It One More Time (한번 더 해요)              | Serie televisiva             | 13 ottobre 2017   |
| unTOUCHable (언터처블)                          | Webserie                     | 20 novembre 2017  |
| Along with the Gods (신과함께)                  | Film                         | 20 dicembre 2017  |
| Along with the Gods (신과함께)                  | Film                         | 1 agosto 2018     |
| Student A (여중생 A)                            | Film                         | 20 giugno 2018    |
| Girls of the Wild's (소녀더와일즈)              | Serie televisiva             | 23 luglio 2018    |
| My ID is Gangnam Beauty! (내 ID는 강남미인!)    | Serie televisiva             | 27 luglio 2018    |
| My ID is Gangnam Beauty! (내 ID는 강남미인!)    | Serie televisiva thailandese | 2024              |
| Before We Knew It (文学処女)                    | Serie televisiva             | 9 settembre 2018  |
| Tale of Fairy (계룡선녀전)                      | Serie televisiva             | 5 novembre 2018   |
| The King's Avatar (全职高手)                    | Anime                        | 2017              |
| A Fake Affair (偽装不倫)                        | Serie televisiva             | 10 luglio 2019    |
| Hell Is Other People (타인은 지옥이다)          | Serie televisiva             | 31 agosto 2019    |
| Pegasus Market (쌉니다 천리마마트)              | Serie televisiva             | 20 settembre 2019 |
| Lookism (외모지상주의)                          | Webserie                     | 26 settembre 2019 |
| Lookism (외모지상주의)                          | Animazione web               | 8 dicembre 2022   |
| The Tale of Nokdu (녹두전)                      | Serie televisiva             | 30 settembre 2019 |
| Eggnoid                                         | Film                         | 5 dicembre 2019   |
| Welcome (어서와)                                | Serie televisiva             | 25 marzo 2020     |
| Tower of God (신의 탑)                          | Anime                        | 1 aprile 2020     |
| Odd Girl Out (소녀의 세계)                      | Webserie                     | 22 aprile 2020    |
| Boy and Girl Straight Out of Cartoon (만찢남녀) | Webserie                     | 25 giugno 2020    |
| The God of High School (갓 오브 하이스쿨)       | Anime                        | 6 luglio 2020     |
| Love Revolution (연애혁명)                      | Webserie                     | 1 settembre 2020  |
| Marry Me! (マリーミー!)                         | Serie televisiva             | 3 ottobre 2020    |
| True Beauty (여신강림)                          | Serie televisiva             | 9 dicembre 2020   |
| Sweet Home (스위트홈)                           | Webserie                     | 18 dicembre 2020  |
| My Roommate Is a Gumiho (간 떨어지는 동거)      | Serie televisiva             | 26 maggio 2021    |
| Nevertheless (알고있지만)                       | Serie televisiva             | 19 giugno 2021    |
| Yumi's Cells (유미의 세포들)                    | Serie televisiva             | 17 settembre 2021 |
| Yumi's Cells (유미의 세포들)                    | Film animato                 | 3 aprile 2024     |
| Hellbound (지옥)                                | Serie televisiva             | 19 novembre 2021  |
| A DeadbEAT's Meal (백수세끼)                    | Webserie                     | 10 dicembre 2021  |
| All of Us Are Dead (지금 우리 학교는)           | Serie televisiva             | 28 gennaio 2022   |
| Love and Leashes (모럴센스)                     | Film                         | 11 febbraio 2022  |
| Tomorrow (내일)                                 | Serie televisiva             | 1 aprile 2022     |
| My Daughter Is a Zombie (좀비딸)                | Serie animata                | 3 aprile 2022     |
| My Daughter Is a Zombie (좀비딸)                | Film                         | 2025              |
| Annarasumanara (안나라수마나라)                 | Serie televisiva             | 6 maggio 2022     |
| Code Helix                                      | Webserie                     | 15 giugno 2022    |
| Moon You (문유)                                 | Film cinese                  | 29 luglio 2022    |
| Seasons of Blossom (청춘 블라썸)                | Serie televisiva             | 21 settembre 2022 |
| Seasons of Blossom (청춘 블라썸)                | Serie animata                | 2024              |
| The Golden Spoon (금수저)                       | Serie televisiva             | 23 settembre 2022 |
| Connect (커넥트)                                | Serie televisiva             | 7 dicembre 2022   |
| Unlock My Boss (사장님을 잠금해제)              | Serie televisiva             | 7 dicembre 2022   |
| Island (아일랜드)                               | Serie televisiva             | 30 dicembre 2020  |
| Romance 101 (바른연애 길잡이)                   | Serie televisiva             | 1 gennaio 2023    |
| Duty After School (방과 후 전쟁활동)            | Serie televisiva             | 31 marzo 2023     |
| The Ghost of Oksu Station (옥수역 귀신)         | Film                         | 19 aprile 2023    |
| Lee Doo-na! (이두나!)                           | Animazione cinese            | 20 aprile 2023    |
| Lee Doo-na! (이두나!)                           | Serie televisiva             | 20 ottobre 2023   |
| Black Knight (택배기사)                         | Serie televisiva             | 12 maggio 2023    |
| Bloodhounds (사냥개들)                          | Serie televisiva             | 9 giugno 2023     |
| See You in My 19th Life (이번 생도 잘 부탁해)   | Serie televisiva             | 17 giugno 2023    |
| Mask Girl (마스크걸)                            | Serie televisiva             | 18 agosto 2023    |
| Possessed (빙의)                                | Film                         | 29 settembre 2023 |
| A Good Day to be a Dog (오늘도 사랑스럽개)      | Serie televisiva             | 11 ottobre 2023   |
| Vigilante (비질란테)                            | Serie televisiva             | 8 novembre 2023   |
| Death's Game (이제 곧 죽습니다)                 | Serie televisiva             | 15 dicembre 2023  |
| A Killer Paradox (살인자ㅇ난감)                 | Serie Televisiva             | 9 febbraio 2024   |
| Pyramid Game (피라미드 게임)                    | Serie televisiva             | 29 febbraio 2024  |
| Chicken Nugget (닭강정)                         | Serie televisiva             | 15 marzo 2024     |
| Viral Hit (싸움독학)                            | Anime                        | 11 aprile 2024    |
| Money Game (머니게임)                           | Serie televisiva             | 17 maggio 2024    |
| Pie Game (파이게임)                             | Serie televisiva             | 17 maggio 2024    |
| Mom, I'm Sorry (맘마미안)                       | animazione cinese            | 23 maggio 2024    |
| Senpai is an Otokonoko (先輩はおとこのこ)       | Anime                        | 5 luglio 2024     |
| Perfect Family (완벽한 가족)                    | Serie televisiva             | 14 agosto 2024    |
| Jeong Nyeon (정년이)                            | Serie televisiva             | 12 ottobre 2024   |
| No Home (집이 없어)                             | Serie animata                | 1 novembre 2024   |
| 1 Second (1초)                                  | Serie animata                | 24 novembre 2024  |
| 1 Second (1초)                                  | Serie televisiva             |                   |
| Study Group (스터디그룹)                        | Serie televisiva             | 23 gennaio 2025   |
| Friendly Rivalry (선의의 경쟁)                  | Serie televisiva             | 10 febbraio 2025  |
| Plaza Wars (광장)                               | Serie televisiva             | 6 giugno 2025     |
| S Line (S 라인)                                 | Serie televisiva             | 11 luglio 2025    |
| Dear X (친애하는 X)                             | Serie televisiva             | 2025              |
| Terror Man (테러맨)                             | Serie animata                |                   |
| Nano List (나노리스트)                          | Serie animata                |                   |
| Let's Play                                      | Anime                        |                   |
| Spirit Fingers (스피릿 핑거스)                  | Serie televisiva             |                   |
| Reawakened Man (부활남)                         | Film                         |                   |
| This Life to the Next (고인의 명복)             |                              |                   |
| Batman: Wayne Family Adventures                 | Serie televisiva             |                   |
| Gosu (고수)                                     | Anime                        |                   |
| The Boxer (더 복서)                             | Serie animata                |                   |
| Get Back (겟백)                                 | Serie televisiva             |                   |
| Whale Star: The Gyeongseong Mermaid (고래별)    | Serie televisiva             |                   |
| The Year We Turned 29 (아홉수 우리들)           | Serie televisiva             |                   |
| Mirae's Antique Shop (미래의 골동품 가게)       | Serie animata                |                   |
| Return of the Blossoming Blade (화산귀환)       | Serie animata                |                   |